# Bulbophyllum alcicorne
Bulbophyllum alcicorne är en orkidéart som beskrevs av Charles Samuel Pollock Parish och Heinrich Gustav Reichenbach.
Bulbophyllum alcicorne ingår i släktet Bulbophyllum och familjen orkidéer. Inga underarter finns listade i Catalogue of Life.